# La Partie de bésigue
La Partie de bésigue est une huile sur toile du peintre impressionniste français Gustave Caillebotte (1848-1894) datant de 1881. Elle mesure 121 × 161 cm et a été achetée à une collection particulière de Paris par le musée du Louvre Abou Dabi en 2009.

## Description
Cette grande toile représente un groupe de six hommes, dont deux assis à une table de jeu font une partie de bésigue (ou bézigue), trois assistent à la partie (dont deux assis et un debout) et un sixième homme s'est assoupi sur un sofa. Ces hommes élégants et décontractés réunis autour de la petite table à tapis vert du salon de l'appartement du 31 boulevard Haussmann de Gustave Caillebotte et de son frère Martial sont des amis intimes de l'artiste et de son frère. Ce sont de gauche à droite: Édouard Dessommes (assis de profil), Maurice Brault (agent de change) qui porte un monocle et se montre attentif au jeu qu'il tient en mains, Richard Gallo debout (fils de banquier et journaliste au Constitutionnel, également ami de jeunesse des frères Caillebotte), André Cassabois (qui a posé pour l'artiste dès 1877) fumant la pipe, et à sa gauche Martial Caillebotte, le frère de l'artiste en veste marron clair fumant aussi la pipe et jouant en face de Maurice Brault, ami d'enfance des frères Caillebotte. Derrière, Paul Hugot s'est assoupi. Ce dernier acheta plusieurs toiles de Gustave Caillebotte et posa en 1878 pour un portrait conservé aujourd'hui dans une collection privée. Maurice Brault, qui partageait la passion de Gustave Caillebotte pour le yachting est le sujet la même année de L'Homme au balcon (coll. part.) de ce même appartement. Richard Gallo, qui est debout les mains dans les poches, figure dans sept tableaux de l'artiste entre 1878 et 1884.
La composition du tableau, qui a fait l'objet de plusieurs esquisses, s'organise autour d'un triangle dont la tête de Richard Gallo est le sommet. Il est traversé par les lignes verticales dorées des moulures du salon et les lignes horizontales du bas du tableau à gauche, du bord supérieur du sofa et de la table de jeu. Les costumes noirs des hommes s'opposent aux couleurs marron et dorées des bois et de la veste de Martial. Le tapis vert de la table et le dossier du fauteuil rouge de Dessommes contrastent avec le reste de la gamme chromatique.
Petit détail : on note, près du coude droit de Maurice Brault, tout au bout de la table à gauche, un petit compteur (ou « marque ») de bésigue, destiné à enregistrer les points en relevant les languettes latérales. Ces petits appareils en bois, très courants à l’époque, sont rarement représentés dans la peinture. Normalement, Martial Caillebotte, son adversaire en a un aussi, mais il est caché par son bras droit étendu.
Cézanne s'est certainement inspiré de cette toile, montrée à l'exposition des impressionnistes de 1882, pour sa série des Joueurs de cartes qui, elle, se tient dans un milieu paysan. Ce tableau a reçu une critique favorable à l'exposition de 1882, sans doute parce qu'il faisait écho à un thème traité par les maîtres hollandais. Louis Leroy (inventeur du terme impressionnisme pour dénigrer ce courant) dans Le Charivari est particulièrement élogieux, car il y voit moins une inspiration « impressionniste » (qu'il n'aimait pas) qu'une observation réaliste.

## Expositions
Cette toile a été présentée entre autres aux États-Unis à l'exposition « Gustave Caillebotte: The Painter's Eye » qui s'est tenue du 28 juin au 4 octobre 2015 à la National Gallery of Art de Washington, puis au Kimbell Art Museum de Fort Worth du 28 novembre 2015 au 14 février 2016.